# Trois-Monts
Trois-Monts è un comune francese di 400 abitanti situato nel dipartimento del Calvados nella regione della Normandia. Dal 1º gennaio 2019 è stato accorpato al comune di  Goupillières per formare il comune di Montillières-sur-Orne, del quale costituisce comune delegato.  

## Società

### Evoluzione demografica
Abitanti censiti